# گزارش ملی
گزارش ملی (به انگلیسی: National-Report) سازمان رسمی رتبه‌بندی موسیقی در کلمبیا است. رتبه‌بندی‌ها بر اساس اجرا در رادیو و به صورت هفتگی منتشر می‌شوند.